# Banco de Dados de Exploração e Produção
Fundado em 2000, o Banco de Dados de Exploração e Produção (BDEP) foi criado pela Agência o Nacional do Petróleo (ANP), sendo responsável pelo armazenamento de todos os dados técnicos e informações sobre as bacias sedimentares brasileiras. Para viabilizar o projeto do BDEP, foi necessário encontrar uma instituição que exercesse o papel de operador do modelo brasileiro de banco de dados da indústria petrolífera. Após análise das alternativas que atendessem às suas necessidades, a ANP escolheu o Serviço Geológico do Brasil - CPRM para administrar e operar o BDEP. Para tal, as duas instituições firmaram um convênio de cooperação técnico-científica.
Este projeto atende ao disposto no Art. 22, parágrafo 1º da Lei 9.478/97. Os dados e informações técnicas das bacias sedimentares brasileiras coletados pela Petrobras durante o exercício do monopólio e aqueles que estão sendo adquiridos por agentes da indústria petrolífera após a abertura do mercado em 1998 serão administrados pela ANP através do BDEP.
Hoje, o BDEP é o maior banco de dados governamental conhecido no mundo, contando com mais de 3,3 Petabytes de informação. O BDEP armazena, organiza e torna disponíveis informações geofísicas, geológicas e geoquímicas:
- Dados de poços: Perfis digitais de poço, pasta de poço, perfil composto, perfil de acompanhamento geológico, AGP e curvas básicas em LAS.
- Dados sísmicos: Dados pré-empilhamento, pós-empilhamento e reprocessamento.
- Métodos não-sísmicos: Gravimetria, magnetometria, gamaespectrometria em aquisições terrestres, marítimas e aéreas, e levantamentos eletromagnéticos.

## Entrega de dados
Conforme o disposto na Resolução ANP nº 11/2011, toda empresa que efetuar levantamento de dados no Brasil deverá entregar uma cópia dos dados para a ANP. Estes dados deverão seguir padrões pré-estabelecidos:
- Padrão ANP1B: de dados sísmicos
- Padrão ANP2B: de dados de métodos potenciais
- Padrão ANP4B: informações de coordenadas e polígonos
- Padrão ANP5: de dados digitais de perfis de poços
- Padrão ANP6: amostragem de rochas e fluidos
- Padrão ANP7: de perfis compostos
- Padrão ANP8: de dados de testes de formação
- Padrão ANP9: de perfis de acompanhamento geológico

Os dados armazenados no BDEP são inicialmente classificados como dados confidenciais, devendo obedecer a um período de confidecialidade (de até dez anos, conforme o tipo de dado) durante o qual devem ser mantidos em sigilo perante o público externo. Depois desse período, são declarados como dados públicos, podendo ser disponibilizados a terceiros. Contudo, caso sejam dados contendo informações de interesse estratégico exclusivo da empresa que os adquiriu, os dados são classificados como dados secretos, jamais podendo ser disponibilizados.

## Recuperação de dados
Os dados públicos armazenados no BDEP estão disponíveis a todos os envolvidos nas atividades de Exploração e Produção de Petróleo no Brasil. Os usuários externos do BDEP são classificados em três grupos:
- usuários-membros: São aqueles que assinam junto à ANP o Termo de Autorização de Uso do BDEP. Os planos podem ser: ANP1, ANP2, ANP3 ou ANP4. Com a assinatura do Termo, os usuários adquirem uma determinada cota de dados que pode ser utilizada ao longo de um ano (período de vigência).
- usuários eventuais: São considerados usuários eventuais todas as pessoas (físicas ou jurídicas) que não assinaram o Termo de Uso do BDEP. Os dados são adquiridos de acordo com a demanda do usuário, que paga pelos dados no momento de sua aquisição. Os custos unitários são maiores do que os custos para usuários membros.
- universidades: A cessão gratuita de dados para universidades é uma concessão feita pela ANP para aquisição com finalidades acadêmicas. O Diretor do departamento é quem solicita os dados para o Superintendente da Superintendência de Dados Técnicos (SDT). A Superintendência autoriza a cessão. Para os dados de Métodos Não-Sísmicos, as universidades têm direito a um projeto de magnetometria e/ou gravimetria, quando o dado é anterior ao ano de 1998 e 10.000 km lineares, de projeto posteriores a 1998, e por projeto de pesquisa na graduação, mestrado e doutorado. Lembrando que para os dados posteriores a 98, os coordenadores dos projetos de pesquisa podem fornecer o polígono da área de estudo, caso os levantamentos ultrapassem os 10.000 km lineares.

## Consulta de Dados
Os usuários podem consultar o acervo do BDEP das seguintes formas:
- utilização da sala de clientes do BDEP para selecionar os dados e/ou consultar o acervo do BDEP;
- através do BDEP Web Maps hospedado no site do BDEP;
- consulta direta com o setor de atendimento do BDEP por email enviando a lista de produtos que deseja adquirir: dados de poços, dados sísmicos (enviar os nomes dos surveys, descrevendo se os dados são pós ou pré-empilhamento, 2D ou 3D. No caso de não ser o survey completo, enviar listagem das linhas desejadas) e métodos não-sísmicos: Enviar os nomes dos levantamentos.